# سیارک ۳۷۶۰۸
سیارک ۳۷۶۰۸ (به انگلیسی: 37608 Lons، نامگذاری:1992SY16) سی و هفت هزار و ششصد و هشتمین سیارک کشف شده‌است که در ۲۴ سپتامبر ۱۹۹۲ کشف شد.